# Les Sorinières
Les Sorinières – miejscowość i gmina we Francji, w regionie Kraj Loary, w departamencie Loara Atlantycka.
Według danych na rok 2010 gminę zamieszkiwały 7444 osoby, a gęstość zaludnienia wynosiła 571 osób/km².